# Nature Medicine
Nature Medicine — щомісячний рецензований медичний журнал, який видає Nature Portfolio (Springer Nature) та охоплює всі аспекти медицини. Був заснований в 1995 році. Журнал прагне публікувати дослідницькі статті, які «демонструють нове розуміння хворобливих процесів із прямими доказами фізіологічної значущості результатів». Як і в інших журналах Nature, немає зовнішньої редакційної ради, редакційні рішення приймаються внутрішньою командою, хоча рецензування зовнішніми експертами є частиною процесу рецензування. Головний редактор — Жоао Монтейру.
Відповідно до Journal Citation Reports, імпакт-фактор журналу на 2021 рік становить 87,241, що ставить його на 1 місце серед 296 журналів у категорії «Біохімія та молекулярна біологія».

## Цілі та сфери інтересів
Критеріями для розгляду трансляційних і клінічних досліджень в Nature Medicine є: оригінальність, своєчасність і вплив на покращення здоров’я людини шляхом вирішення незадоволених клінічних потреб. Оригінальні дослідження варіюються від нових концепцій біології людини та патогенезу захворювань до нових терапевтичних методів і розробки ліків, до всіх етапів клінічної роботи, а також інноваційних технологій, спрямованих на покращення здоров’я людини.
Nature Medicine розглядає всі види клінічних досліджень, в тому числі:
- Доповіді про випадки та малі серії випадків
- Клінічні випробування фази 1, 2, 3 або 4
- Спостережні (обсерваційні) дослідження
- Мета-аналізи
- Дослідження біомаркерів
- Дослідження громадського та глобального здоров'я

Nature Medicine також прагне сприяти спілкуванню між трансляційними та клінічними дослідниками. Таким чином, журнал також розглядає «гібридні» дослідження з доклінічними та трансляційними результатами, повідомленими разом із даними клінічних досліджень.

### Сфери інтересів
Поточні сфери інтересів включають, але не обмежуються:
- Генна та клітинна терапія
- Клінічна геноміка
- Регенеративна медицина
- Високопродуктивна медицина (High-definition medicine)
- Вплив навколишнього середовища на здоров'я людини
- Штучний інтелект в охороні здоров'я
- Розумні носимі пристрої
- Рання діагностика захворювання
- Мікробіом
- Старіння

Nature Medicine також публікує огляди, перспективи та інший вміст, створений на замовлення провідних вчених у своїх галузях, щоб надати експертні та контекстуальні погляди на останні дослідження, що ведуть прогрес медицини. Розділ журналу є редакційно незалежним і надає актуальні та своєчасні звіти про майбутні тенденції, що впливають на медицину, дослідників і широку аудиторію.